# Казауну
Казауну (фр. Cazaunous) насеље је и општина у јужној Француској у региону Миди Пирене, у департману Горња Гарона која припада префектури Сен Годан.
По подацима из 2011. године у општини је живело 62 становника, а густина насељености је износила 13,3 становника/km². Општина се простире на површини од 4,66 km². Налази се на средњој надморској висини од 561 метар (максималној 920 m, а минималној 474 m).

## Демографија
| 1962. | 1968. | 1975. | 1982. | 1990. | 1999. | 2011. |
| ----- | ----- | ----- | ----- | ----- | ----- | ----- |
| 42    | 58    | 42    | 46    | 47    | 47    | 62    |

График промене броја становника у току последњих година